# Branko Miljković

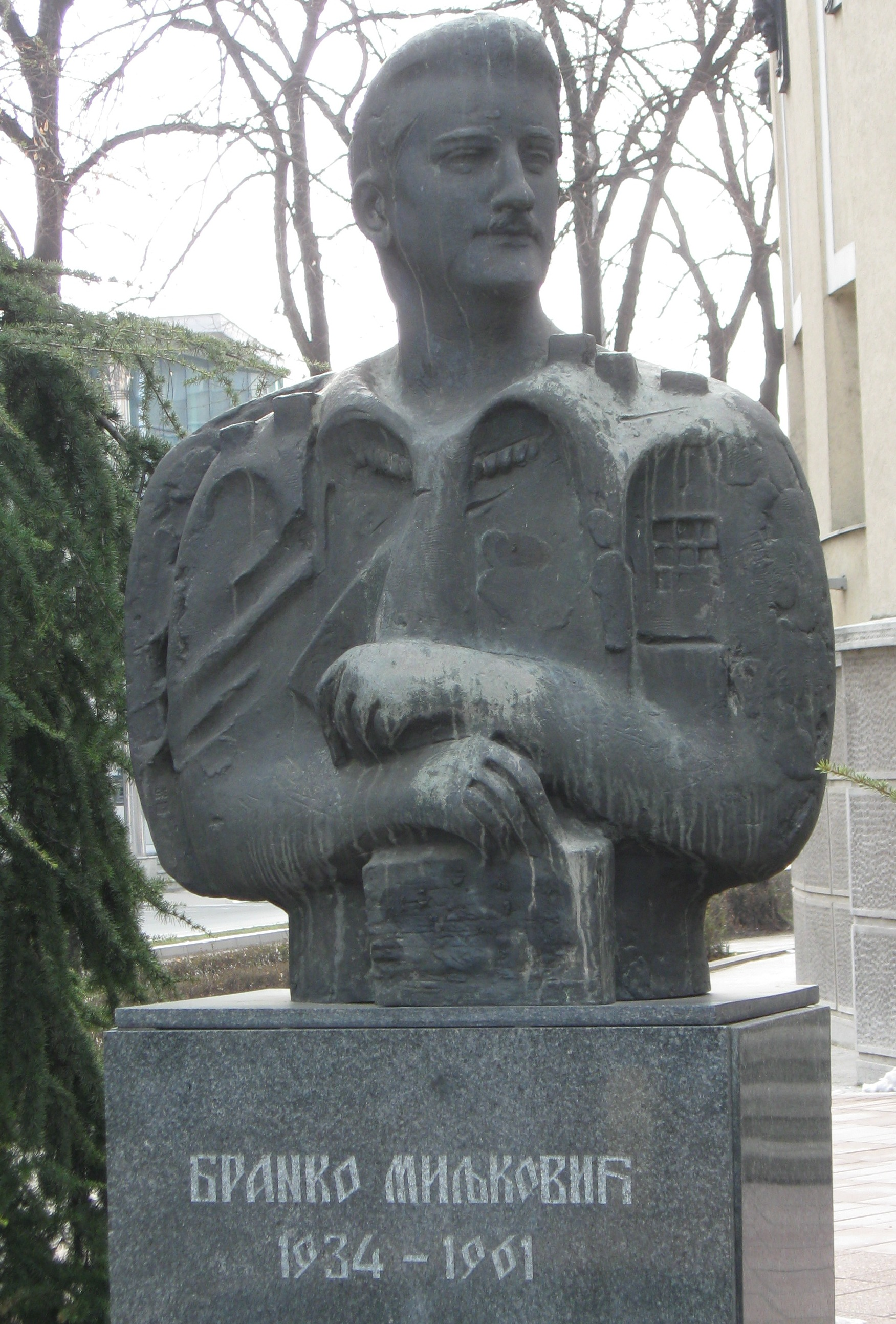
Branko Miljković

Branko Miljković (serbisch-kyrillisch Бранко Миљковић;  geboren am 29. Januar 1934 in Niš; gestorben am 12. Februar 1961 in Zagreb) war ein serbischer Dichter.

## Leben
Branko Miljković wurde 1934 in  Niš geboren und studierte in Belgrad. Er verfasste Gedichte, Essays, Literaturkritiken und übersetzte moderne literarische Texte aus dem Französischen und Russischen. Er starb 1961 im Alter von 27 Jahren in Zagreb, wahrscheinlich durch Suizid.

## Rezeption
- Der seit 1971 von der Stadt Niš verliehene Literaturpreis Nagrada "Branko Miljković" ist Miljković gewidmet.
- Im Jahre 1995 drehte der serbische Regisseur Marislav Radisavljević den Dokumentarfilm Vatra i ništa  über Branko  Miljković

## Werke
- Uzalud je budim (Узалуд је будим), 1957
- Smrću protiv smrti (Смрћу против смрти), 1959
- Vatra i ništa (Ватра и ништа), 1960
- Poreklo nade (Порекло наде), 1960
- Krv koja svetli (Крв која светли), 1961